# Théologie de Søren Kierkegaard
 (novembre 2024).
Le contenu est difficilement compréhensible vu les erreurs de traduction, qui sont peut-être dues à l'utilisation d'un logiciel de traduction automatique.
La théologie de Søren Kierkegaard a été une influence majeure dans le développement de la théologie du 20e siècle. Søren Kierkegaard (1813-1855) était un philosophe danois du XIXe siècle qui a été généralement considéré comme «le  père de l'existentialisme ». Au cours de ses dernières années (1848-1855), la plupart de ses écrits sont passés de la nature philosophique à la religion. La théologie de Kierkegaard se concentre sur l'individu seul par rapport à un Dieu connu basé sur une vérité subjective. Beaucoup de ses écrits étaient une attaque dirigée contre toute la chrétienté, le christianisme en tant qu'entité politique et sociale. Sa cible était l'Église d'État danoise, qui représentait la chrétienté au Danemark. La chrétienté, selon Kierkegaard, rendait les individus paresseux dans leur religion. Beaucoup de citoyens étaient officiellement "chrétiens", sans avoir la moindre idée de ce que cela signifiait d'être chrétien. Kierkegaard a tenté d'éveiller les chrétiens à la nécessité d'un engagement religieux inconditionnel. Cependant, il était également contre l'esprit de parti dans la religion ainsi que dans d'autres domaines d'étude et de construction de systèmes. 

## Contexte religieux

### Kierkegaard
Søren Kierkegaard est né dans une famille luthérien protestante. Son père, Michael Pederson Kierkegaard, était luthérien piétiste, mais il se demanda comment Dieu pouvait-il le laisser souffrir autant. Un jour, il gravit une montagne et maudit Dieu. Pour ce péché, Michael croyait qu'une malédiction familiale avait été placée sur lui, qu'aucun de ses enfants ne vivrait une vie bien remplie. Et en effet, la famille de Kierkegaard a souffert de la mort prématurée des frères et sœurs de Søren, allant de l'accouchement à l'âge de 25 ans. Seuls Søren et son frère Peter ont survécu au-delà de 25 ans. Son père est décédé en 1838, mais avant sa mort, il a demandé à Søren de devenir pasteur. Søren a été profondément influencé par l'expérience religieuse et la vie de son père et s'est senti obligé de réaliser son souhait. En 1840, Søren obtint son diplôme de théologie et bien que Søren fût éligible pour devenir pasteur, il décida de poursuivre un diplôme en philosophie à la place.

Il a décidé de ne pas devenir pasteur ou professeur non plus car s'il l'avait fait, il aurait dû écrire sous l'autorité de l'État ou de l'Église. Il avait soif de liberté, et pour cette raison il écrivait « sans autorité ». Il croyait aussi en Christ comme l'autorité ultime en matière de foi personnelle. Il était contre le début d'une « nouvelle religion », contrairement à Hegel, la religion de la raison, et Schelling, la religion de la nature. Il écrivait toujours aux étudiants en religion en tant qu'étudiant en religion. J. Loewenberg de l'Université Harvard a décrit le Dieu de Hegel dans les termes suivants en 1913 : 
comme Hegel exprime son idée fondamentale, "la vérité est le tout". Ni les choses ni les catégories, ni les histoires, ni la religion, ni les sciences ni les arts, n'expriment ou n'épuisent à elles seules toute l'essence de l'univers. L'essence de l'univers est la vie de la totalité de toutes choses, non leur somme. Comme la vie de l'homme n'est pas la somme de ses fonctions corporelles et mentales, l'homme tout entier étant présent dans chacune d'elles, ainsi l'univers doit être conçu comme omniprésent dans chacune de ses parties et expressions. C'est la signification de la conception de Hegel de l'univers en tant qu'organisme. L'Esprit-Monde-Dieu de Hegel-constitue, pense, vit, veut et est tout dans l'unité. L'évolution de l'univers est donc l'évolution de Dieu lui-même. La tâche de la philosophie, alors, telle que la conçoit Hegel, est de dépeindre sous une forme systématique l'évolution de l'Esprit-Monde dans toutes ses ramifications nécessaires.La vie de George Wilhelm Friedrich Hegel, p. 13-14
 Søren Kierkegaard a remis en question cette évolution de Dieu parce que si Dieu évolue de manière systématique, alors la crainte et l'émerveillement de la religion sont remplacés par des spéculations sur la position de Dieu par rapport au système concernant Dieu.
À quoi ressemble la tâche au quotidien la vie, car j'ai continuellement mon thème préféré à l'esprit : si tout va bien avec le désir de notre dix-neuvième siècle théocentrique d'aller au-delà du christianisme, le désir de spéculer, le désir de développement continu, le désir d'une nouvelle religion ou de l'abolition du christianisme. Quant à ma propre personne insignifiante, le lecteur se souviendra que c'est moi qui trouve l'issue et la tâche si difficiles, ce qui semble suggérer que je ne l'ai pas exécutée, moi qui ne prétends même pas être un chrétien en le dépassant. Mais c'est toujours quelque chose de signaler que c'est difficile, même si cela ne se fait, comme ici, que dans un divertissement édifiant, qui s'effectue essentiellement à l'aide d'un espion que j'ai fait sortir parmi les gens en semaine. , et avec le soutien de quelques dilettantes qui contre leur gré viennent se joindre au jeu." Søren Kierkegaard, Conclusion Unscientific Postscript (1846) p. 466, Hong

Ce « dépassement de la foi » pour Kierkegaard revient au même que se dépasser soi-même. Philosophes, théologiens, historiens et anthropologues ont tendance à se dépasser et à appliquer ce qu'ils ont appris au cours de l'histoire du monde ou de l'histoire nationale. Dans cette perspective, nous arrivons à une nation chrétienne ou à un monde chrétien, mais Søren Kierkegaard a estimé que Dieu vient dans l'individu unique, et c'est là que se trouve la place de Dieu. Ce n'est pas "là dehors" quelque part. Ce point a été rapporté par Kierkegaard dans son livre de 1845, Pensées sur des situations cruciales dans la vie humaine et en 1960 par Ronald Gregor Smith dans son livre, JG Hamann 1730-1788 A Study In Christian Existence, 
Un poète a en effet dit qu'un soupir sans paroles montant vers Dieu, est la meilleure prière, et donc on pourrait aussi croire que la plus rare des visites au lieu sacré, quand on vient de loin, est la meilleure adoration, car les deux contribuent à créer une illusion. Un soupir sans paroles est la meilleure prière quand la pensée de Dieu ne jette qu'une faible lueur sur l'existence, comme les montagnes bleues très lointaines à l'horizon ; quand le manque de clarté dans l'âme est satisfait par la plus grande ambiguïté possible dans la pensée. Mais si Dieu est présent dans l'âme, alors le soupir trouvera la pensée et la pensée trouvera la parole - mais aussi la difficulté, qui n'est pas rêvée quand Dieu est à distance. De nos jours, nous entendons proclamer, jusqu'au bord du non-sens, que la tâche la plus élevée n'est pas de vivre dans le calme, là où il n'y a pas de danger, parce que le danger existe là tout autant que dans la confusion de la vie, et la grande chose, en somme, n'est ni de vivre dans la solitude ni dans la confusion, mais la grande chose est de surmonter le danger. Et la chose la plus médiocre, c'est de se fatiguer à considérer laquelle est la plus difficile ; un tel travail est une peine inutile et n'a aucune importance, comme l'ouvrier lui-même qui n'est ni dans la solitude ni dans la confusion, mais dans la distraction occupée de la réflexion. *Soren Kierkegaard, Réflexions sur les situations cruciales de la vie humaine, traduction Swenson p. 10-11 (appelé aussi Trois discours sur des occasions imaginaires)
Il serait, je crois, possible de déceler dans les écrits de Hamann, sous forme embryonnaire ou sibylline au moins, presque tous les préoccupations majeures de Kierkegaard. Les liens entre les deux seront évidents pour tout étudiant de Kierkegaard. Une évaluation typique des positions relatives des deux hommes est celle de Karlfried Grunder, dans le premier volume des commentaires magnifiquement planifiés sur les œuvres principales de Hamann. Il écrit : « Que Dieu dans incompréhensible réconciliation grâce s'abaisse (est entré dans la vie, Dasein, comme dit Kierkegaard) est centrale aussi bien pour Kierkegaard que pour Hamann. Pour Hamann c'est aussi, et précisément, le monde dans lequel Dieu entre, mais pour Kierkegaard le lieu de cet événement est uniquement l'individu, qui dans la décision de sa foi, effectuée par la grâce, s'élève au-dessus du monde, avec lequel l'« humoriste » [dans ce cas Hamann] continue d'identifier « l'idée de Dieu ». Kierkegaard, en d'autres termes, atteint un point au-delà du monde, le point de la passion religieuse, dans lequel l'individu fait face à Dieu, Dieu seul, dans la décision de l'intériorité, de la pure subjectivité."

## Thèmes de sa théologie

### Doctrine chrétienne
Kierkegaard croyait que le Christ était à l'origine de la doctrine chrétienne et il avait discuté de certains des points doctrinaux dans ses Dix-huit discours constructifs. Il y parlait de l'amour, de la patience, de l'égalité, de l'espérance et de la foi. Il est facile de penser que vous avez la foi, mais plus difficile de penser que votre « voisin » a la foi. Kierkegaard a souligné ce point dans son premier Two Upbuilding Discourses de 1843. 
Par conséquent, la foi est qualitativement différente. Ce n'est pas seulement le bien le plus élevé, mais c'est un bien auquel tous peuvent participer, et la personne qui se réjouit d'en posséder se réjouit aussi de la race humaine innombrable, « parce que ce que je possède ». Il dit : « chaque être humain possède ou pourrait posséder ». La personne qui le souhaite pour une autre personne le souhaite pour elle-même ; celui qui le souhaite pour lui-même le souhaite pour tout autre être humain, car ce par quoi un autre a la foi n'est pas ce par quoi il est différent de lui mais c'est ce par quoi il est comme lui ; ce par quoi il la possède n'est pas ce par quoi il est différent des autres, mais ce par quoi il est tout à fait semblable à tous. C'était ce genre de souhait que cherchait l'homme perplexe, un souhait qu'il pouvait souhaiter pour une autre personne de tout son cœur, de toutes ses forces et de toute son âme, un souhait qu'il oserait continuer à souhaiter, toujours plus ardemment, même à mesure que son amour devenait de plus en plus fervent. -C'était le souhait qu'il souhaitait.  

Soren Kierkegaard, Dix-huit discours constructifs, p. 10
 Le christianisme a deux parties, la loi et l'évangile, et Kierkegaard a souligné que le Christ a mis fin à la loi avec sa loi d'amour. "Essayez simplement, que vous trouviez la somme de cette façon, peu importe combien de temps vous continuez à compter, et vous verrez que c'est un travail inutile, car le concept de la Loi doit être inépuisable, illimité, sans fin dans ses dispositions; toute disposition engendre d'elle-même une disposition encore plus précise, et à son tour une disposition encore plus précise par référence et par rapport à la nouvelle disposition, et ainsi de suite infiniment.Le rapport de l'amour à la Loi est ici comme le rapport de la foi à l'entendement L'entendement compte et compte, calcule et calcule, mais il n'arrive jamais à la certitude que possède la foi ; de même la Loi définit et définit mais n'arrive jamais à la somme, qui est l'amour." Aimer son prochain comporte un « double danger ». La même chose avec la foi et l'espérance. Nous souhaitons non seulement que nous puissions avoir l'amour et la paix, mais que notre prochain puisse avoir la même chose parce que c'est un don gratuit de Dieu. Il a bien résumé l'idée qu'il avait dans son livre de 1847 Works of Love. 
Les temps sont révolus où seuls les puissants et les éminents étaient des êtres humains - et les autres étaient des serviteurs et des esclaves. Cela est dû au christianisme, mais il s'ensuit que la proéminence ou le pouvoir ne peuvent plus devenir un piège pour une personne afin qu'elle s'éprenne de cette dissemblance, endommage son âme et oublie ce que c'est que d'aimer le prochain. Si cela se produit maintenant, cela doit certainement se produire d'une manière plus cachée et secrète, mais fondamentalement, cela reste le même. 
Que quelqu'un savourant son arrogance et son orgueil fasse ouvertement comprendre aux autres qu'ils n'existent pas pour lui et, pour nourrir son arrogance, veuille qu'ils la ressentent alors qu'il exige d'eux l'expression d'une soumission servile, ou qu'il soit sournoisement et exprime secrètement qu'ils n'existent pas pour lui simplement en évitant tout contact avec eux (peut-être aussi par peur que l'ouverture n'incite les gens et ne le mette personnellement en danger) - ce sont fondamentalement une seule et même chose. L'inhumanité et le non-chrétien de cela ne consistent pas dans la manière dont cela est fait mais dans le fait de vouloir indépendamment nier la parenté avec tous, avec chaque personne inconditionnellement. Ah, ne pas être souillé par ce monde est la tâche et la doctrine du christianisme - je voudrais à Dieu que nous l'ayons tous fait - mais s'y accrocher d'une manière mondaine comme s'il s'agissait de la plus glorieuse des dissemblances - c'est une simple souillure. La corruption distinguée apprendra au distingué qu'il n'existe que pour les distingués, qu'il ne doit vivre que dans l'alliance de leurs cercles, qu'il ne doit pas exister pour les autres, comme ils ne doivent pas exister pour lui. Lorsque vous allez avec Dieu, vous n'avez besoin de voir qu'une seule personne misérable et vous ne pourrez pas échapper à ce que le christianisme veut que vous compreniez – la similitude humaine. Quand vous allez avec Dieu, ne vous tenez qu'à lui, et comprenez sous Dieu tout ce que vous comprenez, alors vous découvrirez… le prochain ; alors Dieu vous obligera à l'aimer – dirai-je à votre propre détriment – car aimer le prochain est une tâche ingrate. C'est une chose de laisser les idées rivaliser avec les idées, et c'est une chose d'argumenter et de gagner dans un conflit ; c'est autre chose d'être victorieux sur un' son propre esprit quand on se bat dans la réalité de la vie. Aussi dur qu'une idée rivale presse sur une autre, aussi dur qu'un prétendant presse sur un autre dans une dispute, toute cette rivalité est encore à distance et ressemble à une boite noire. D'un autre côté, la mesure de la disposition d'une personne est la suivante : à quelle distance est-il de ce qu'il comprend et ce qu'il fait, quelle est la distance entre sa compréhension et ses actions. Un enfant, la personne la plus simple et la plus sage comprennent tous le plus haut et tous comprennent exactement la même chose, car c'est, si j'ose le dire, une leçon qui nous est assignée. Mais ce qui fait la différence, c'est si nous le comprenons à distance - pour ne pas agir en conséquence, ou à portée de main - pour que nous agissions en conséquence et « ne pouvons pas faire autrement », ne peut s'empêcher de le faire, comme Luther, qui a compris de très près ce qu'il avait à faire lorsqu'il a dit : « Je ne peux pas faire autrement, que Dieu m'aide. Amen." Considérons maintenant la dissemblance de l'humilité. Les temps sont révolus où ceux qu'on appelle les plus humbles n'avaient aucune conception d'eux-mêmes ou seulement la conception d'être des esclaves, non seulement d'être des êtres humains humbles, mais de ne pas être des êtres humains du tout. La rébellion féroce, l'horreur qui a suivi cette horreur, sont peut-être aussi terminées, mais je me demande si la corruption n'habite pas encore cachée dans une personne. Dans ce cas, la bassesse corrompue amènera l'humble à croire qu'il doit voir son ennemi dans les puissants et les éminents, dans tous ceux qui sont favorisés par quelque avantage. Mais soyez prudent, comme le dit l'adage, car ces ennemis ont encore tellement de pouvoir qu'il pourrait être dangereux de rompre avec eux. Par conséquent, la corruption n'apprendra pas à l'humble à se rebeller ou à réprimer entièrement toute expression de déférence ou à permettre que le secret soit révélé, mais elle enseignera que quelque chose doit être fait et pourtant pas fait, doit être fait et pourtant dans de telle sorte que le puissant n'en retirera aucun plaisir, bien qu'il ne puisse pas dire qu'on lui a caché quelque chose. Ainsi, même dans l'hommage, il y aura une défiance rusée qui, cachée, peut exaspérer, une réticence qui, cachée, dit non à ce que la bouche professe, une atone en quelque sorte. De l'envie réprimée dans l'acclamation qui honore les puissants. Aucune force ne doit être utilisée - cela pourrait devenir dangereux; il ne faut pas qu'il y ait une rupture qui pourrait devenir dangereuse ; mais un secret d'exaspération cachée, un abattement douloureux à distance insinué transformera le pouvoir, l'honneur et l'éminence en une affliction pour les puissants, les honorés et les éminents, qui ne pourraient toujours pas trouver quoi que ce soit de précis à se plaindre - parce qu'ici se trouvent l'art et le secret. 

Soren Kierkegaard, Workuvres d'amour, 1847 Hong 1995 p. 74-81 (Voir également les pages 198 et suivantes)